# Torbay (ort)
Torbay är en ort i Kanada.   Den ligger i provinsen Newfoundland och Labrador, i den östra delen av landet, 1 800 km öster om huvudstaden Ottawa. Torbay ligger 69 meter över havet och antalet invånare är 3 097.
Terrängen runt Torbay är platt. Havet är nära Torbay åt nordost. Trakten är tätbefolkad. Närmaste större samhälle är St. John's, 11,4 km söder om Torbay. 